# Национальная выставка судостроения (Испания)
Национальная выставка судостроения (EXPONAV) является главным морским музеем, посвященным истории кораблестроения в мире и в частности в Испании. По мнению экспертов, считается самой большой выставкой в Европе по данной тематике.

## Описание
Основной деятельностью выставки является пропаганда знаний в области кораблестроения и морской деятельности, а также представление широкого документального наследия в виде монографий, планов и других документов, по запросам исследователей.

## Здание выставки
Экспозиция выставки находится в здании кузницы на территории арсенала города Ферроль. Первоначальный проект здания был выполнен Хулиан Санчес Борт в 1765 году и утвержден в 1781 году Карлом III. Здание имеет прямоугольную форму с длиной 101 метр и шириной 26 метров. С восточной стороны соединяется с другим зданием. В первом корпусе здания располагались 36 кузниц для производства работ по созданию якорей. Также имелись две площадки с колодцами. Во втором корпусе располагались литейные цеха и мастерские. В них производились работы по созданию фонарей для кораблей и слесарному делу. В здании могли работать около 400 человек.
С 1850 года здесь стажировались ученики школы машинистов ВМФ Испании. С 1920 года здание передано самой школе. В 1988 здание использовали под склад. В 2001 году в здании была начата реставрация, которая завершилась в 2008 году.